# Relations entre l'Estonie et la Pologne
Les relations entre l'Estonie et la Pologne désignent les relations diplomatiques officielles entre l'Estonie et la Pologne. Les deux pays sont membres de l'OTAN, de l'Union européenne, de l'OCDE, de l'OSCE, des Neuf de Bucarest, de l'Initiative des trois mers, des Nations unies, du Conseil de l'Europe, du Conseil des États de la mer Baltique, de l'Helcom et de l'Organisation mondiale du commerce.

## Histoire
L'Estonie, alors connue sous le nom de Livonie, a été intégrée au grand-duché de Lituanie au XVe siècle, puis par extension à la république des Deux Nations. Elle devient le duché de Livonie durant cette période de domination polonaise. À la fin du XVIe siècle, la guerre de Livonie renforça l'autorité polonaise, en ayant stoppé la tentative russe de conquérir la région. Cependant, la Livonie n'a pas occupée de position significative dans l'histoire de la république des Deux Nations, ayant été la plupart du temps divisée sous la domination des Polonais, des Suédois et des Danois ; et ayant été assez éloignée fiscalement . Cette situation persista jusqu'à que la région   tombe aux mains de l'Empire russe.
Sous la domination russe, la Livonie était considérée comme la région la moins opprimée de la Russie tsariste et elle a reçu un niveau notable d'autonomie, notamment avec la montée du christianisme orthodoxe. Cependant, le royaume du Congrès (aussi appelé Pologne russe) n'a pas reçu la même sympathie et était sous une oppression complète de la part du gouvernement impérial russe. En 1905, la révolution russe se généralise et frappe l'Estonie et la Pologne. Pour les Estoniens, le principal adversaire n'était pas les Russes mais les Allemands de l'époque. Puisque ces derniers avaient des privilèges en Russie, les troubles anti-allemands en Estonie visaient directement le régime autoritaire tsariste. Pour les Polonais, les Russes et les Allemands étaient vus tous les deux comme des oppresseurs, et se sont également soulevés contre eux.

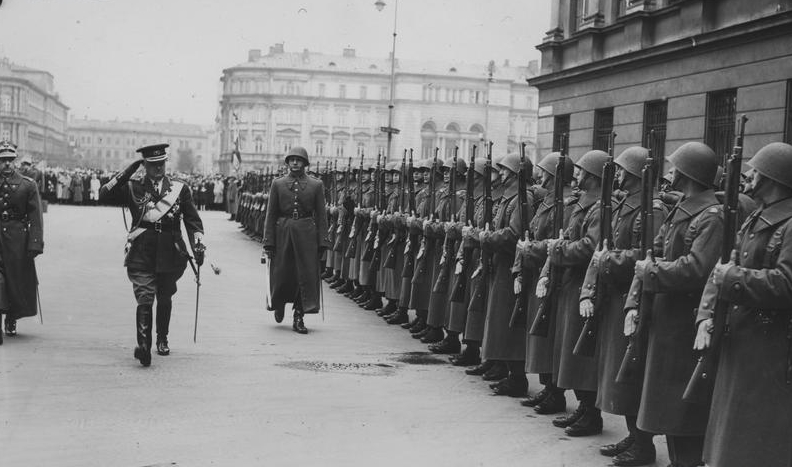
Le général Johan Laidoner, commandant en chef des forces armées estoniennes, à Varsovie en 1939

Après la fin de la Première Guerre mondiale, l'Estonie et la Pologne retrouvèrent leur indépendance. Cependant, les invasions croissantes des bolcheviks ont mis les deux nations dans un front commun contre les Russes soviétiques. Bien que l'Estonie n'ai pas été en mesure de repousser les Soviétiques, le succès polonais dans la guerre soviéto-polonaise a permis à conserver leur indépendance. À partir des années 1920, la Pologne et l'Estonie étaient alliées, malgré le peu de contacts qu'elles avaient entre elles.
À la suite du pacte Molotov-Ribbentrop, la Pologne et l'Estonie ont été envahies et occupées pendant la Seconde Guerre mondiale. La Pologne fut occupée par l'Allemagne nazie et par l'Union soviétique dès septembre 1939, tandis que l'Estonie fut occupée uniquement par l'Union soviétique à partir de juin 1940. Les deux nations étaient alors sous une oppression commune, où de nombreux Polonais et Estoniens furent déportés de force par les Russes vers la Sibérie,. Au cours de l'opération Barbarossa (à partir de la mi-1941), les deux pays se retrouvent entièrement occupés par l'Allemagne nazie.
Entre 1944 et 1945, les deux pays sont à nouveau occupés par les forces soviétiques. Les répressions soviétiques et les déportations de citoyens estoniens  et polonais se sont poursuivies. À la fin de la guerre, l'indépendance formelle de la Pologne fut finalement restaurée, cependant avec un régime communiste installé par les Soviétiques, tandis que l'Estonie fut annexée à l'Union soviétique. Les deux pays n'eurent donc aucune relation diplomatique jusqu'à la dissolution de l'Union soviétique en 1991.

## Aujourd'hui

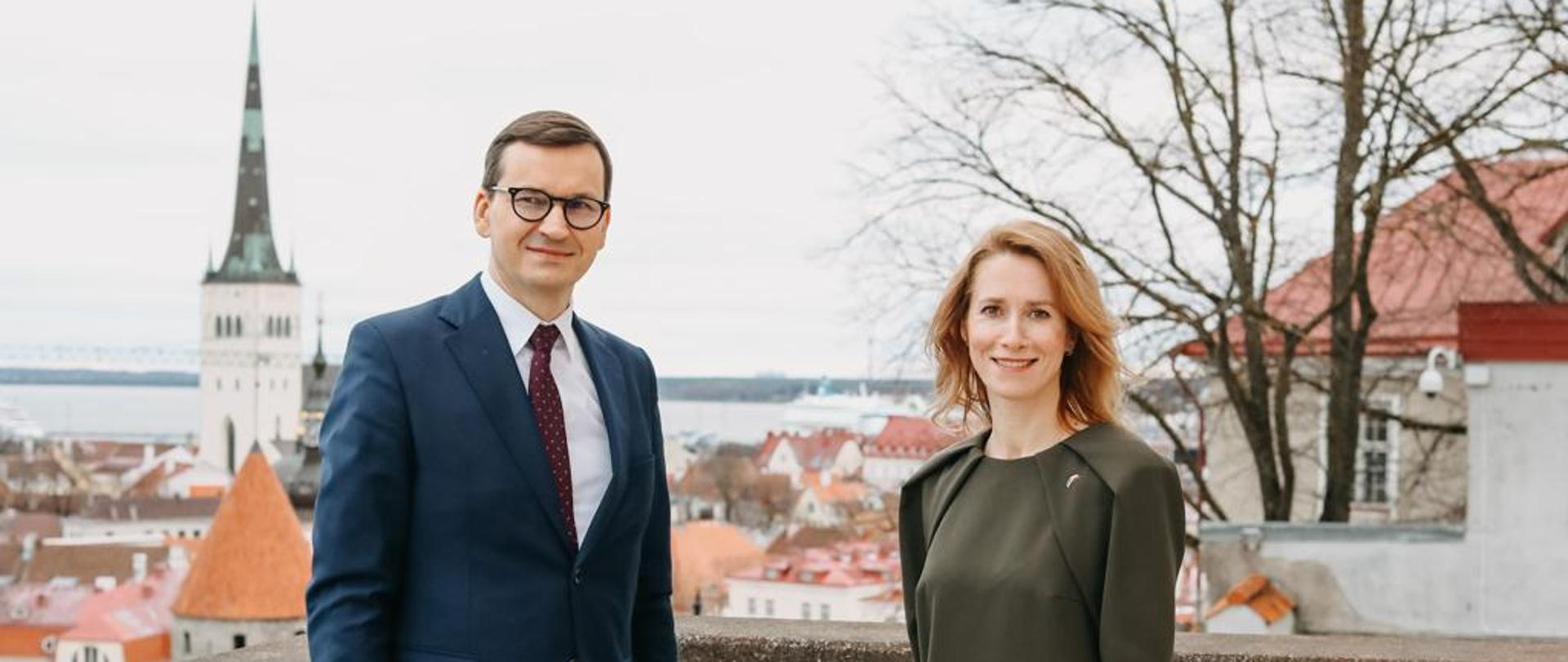
Le Premier ministre estonien Kaja Kallas rencontre le Premier ministre polonais Mateusz Morawiecki à Tallinn, 2021

À la suite de la libération de l'Estonie et de la Pologne de l'oppression soviétique, les deux pays rétablissent leurs liens en 1991.
Depuis 1991, les échanges et la coopération entre l'Estonie et la Pologne ont considérablement augmenté, les transformant en partenariat économique et politique. L'Estonie considère la Pologne comme sa priorité dans leurs relations.
L'Estonie et la Pologne sont toutes deux membres de l'OTAN  et de l'Union européenne. Leurs relations ont connu un essor considérable depuis les années 2000. La menace russe, qui s'est accrue sous Vladimir Poutine, a également incité les deux pays à se rapprocher contre un ennemi commun.
Le 12 avril 2010 a été déclaré jour de deuil national en Estonie pour commémorer les 96 victimes de la catastrophe aérienne de Smolensk, dont le président polonais de l'équope Lech Kaczyński et son épouse Maria Kaczyńska.
Il y a eu un petit différend entre l'Estonie et la Pologne au sujet de la désynchronisation, la Pologne étant réticente à établir la liaison AC vers l'Estonie.
L'armée de l'air polonaise participe à la mission OTAN Baltic Air Policing pour protéger l'espace aérien au-dessus des États baltes, dont fait partie l'Estonie.
En novembre 2021, lors de la crise frontalière entre la Biélorussie et l'Union européenne, l'Estonie a décidé d'envoyer 100 soldats des Forces de défense estoniennes pour aider la Pologne.

## Missions diplomatiques permanentes
- L'Estonie a une ambassade à Varsovie
- La Pologne a une ambassade à Tallinn
- Ambassade de la République de Pologne à Talinn[19]
- Ambassade d'Estonie, Varsovie[20]